# Bandeira do Haiti
A bandeira do Haiti foi adotada em 25 de fevereiro de 1986.
Dizem que a bandeira vermelha e azul foi primeiramente criada durante a revolução do país contra a França. Os rebeldes removeram a faixa branca da tricolor francesa e usou como sua bandeira, mas com as faixas dispostas horizontalmente, ao invés de verticalmente como na bandeira francesa.
Nos Jogos Olímpicos de Verão de 1936, em Berlim, foi percebido que o Haiti e Liechtenstein estavam usando a mesma bandeira, o que levou a adição de uma coroa à Bandeira do Liechtenstein.
De 25 de maio de 1964 a 25 de fevereiro de 1986, durante a ditadura familiar de François e Jean-Claude Duvalier, o país teve uma bandeira diferente, em vermelho e preto, e dividida verticalmente, não horizontalmente.

## Outras bandeiras

Bandeira civil do Haiti.

## Bandeiras históricas

Bandeira vigente de 1791 a 1798.
Bandeira de 18 de maio de 1803 a 20 de maio de 1805.
Bandeira do Império do Haiti (1804-1806).
Bandeira da República do Haiti sob o regime de Alexandre Pétion de 1806 a 1811.
Bandeira do Estado do Haiti sob o regime de Henri Christophe (1806-1811).
Bandeira do Reino do Haiti (1811-1820).
Bandeira do Haiti de 1822 até 1843.
Bandeira do Haiti de 1843 até 1844.
Bandeira de 1844 a 1849.
Bandeira de 1849 a 1859, sob o governo de Faustin Soulouque.
Bandeira de 1859 a 1964, igual a atual.
Bandeira de 1964 a 1986, sob a ditadura dos Duvalier.